# María Eugenia Rodríguez Palop
María Eugenia Rodríguez Palop (Llerena, 9 de març de 1970) és una jurista espanyola, professora de Filosofia del Dret a la Universitat Carles III de Madrid, especialista en drets humans.
Nascuda el 1970 a Llerena, província de Badajoz, es va llicenciar en dret per la Universitat Pontifícia de Comillas el 1993 i es va doctorar en la mateixa especialitat per la Universitat Carles III de Madrid (UC3M) el 2000.
Investigadora a l'Institut d'Estudis de Gènere i a l'Institut de Drets Humans Bartolomé de las Casas de la UC3M, es descriu a si mateixa com a «feminista» i «ecologista». Va ser una dels 60 acadèmics signants el juny de 2018 d'un manifest reclamant una reforma de la Constitució Espanyola per impulsar un «projecte polític federal».
El març de 2019, amb l'anunci de la renúncia de Pablo Bustinduy a encapçalar la llista de Unidas Podemos per a les eleccions al Parlament Europeu, Podem va anunciar que Rodríguez Palop ocuparia el seu lloc. Un cop diputada electa, ha estat nomenada vicepresidenta primera de la Comissió per als Drets de la Dona i Igualtat de Gènere (FEMM), al Parlament Europeu.

## Obres
- Rodríguez Palop, María Eugenia. La nueva generación de derechos humanos. Origen y justificación.  Madrid: Dykinson, 2002.[9][10]
- Rodríguez Palop, María Eugenia. Claves para entender los nuevos derechos humanos.  Madrid: Catarata, 2011.[11]
- Rodríguez Palop, María Eugenia. Revolución feminista y políticas de lo común frente a la extrema derecha.  Icaria, 2019.[12]